# بیمارستان شهدا (باشت)
بیمارستان شهدا، بیمارستانی درمانی و دولتی در شهر باشت است.
این بیمارستان در سال ۱۳۹۷ با حضور وزیر وقتِ بهداشت، درمان و آموزش پزشکی به بهره‌برداری رسید.
ظرفیت مصوبِ این بیمارستان، ۳۲ تخت‌خواب است.

## بخش ها
بخش های درمانی
اورژانس، داخلی، اطفال، زنان و زایمان، جراحی، CCU، ICU، دیالیز، داروخانه
بخش های پاراکلینیکی
آزمایشگاه، رادیولوژی